# Споменица балканског савеза 1912.
Споменица балканског савеза 1912.а било је одликовање Књажевине Црне Горе. 
На Цетињу су још у вријеме јубиларне прославе 1910. године вођени прелиминарни разговори о коначном ослобођењу Балкана од Турске. У прољеће 1912. године краљ Никола I одиграо је и важне дипломатске потезе; његове посјете Петрограду и Бечу утрли су пут коначном рјешењу балканског проблема. Русија је отприје настојала да се на Балкану створи савез држава које би заједнички наступале против Турске. Тај јој је савез био потребан и као противтежа Аустро-Угарској, односно Њемачкој, са
којима је већ тада била у напетим односима. Након повратка из Беча на Цетиње, краљ Никола I промијенио је владу Лазара Томановића и поставио тзв. ратну владу с генералом Митром Мартиновићем на челу. Иницијативом бугарског премијера Ивана Гешова убрзо су склопљени ратни савези између Бугарске, Србије и Грчке. Краљ Никола одмах је ступио у преговоре с Бугарском, Грчком и Србијом и до јесени 1912. године склопио с њима војне савезе. Тако су све балканске државе међусобним уговорима створиле Балкански савез, за борбу против Турске. Дана 8. октобра 1912. Црна је Гора споразумно с другим земљама чланицама Балканског савеза објавила рат Турској. Тако је почео Први балкански рат. У поводу потписивања споразума о савезу између Црне Горе и Србије у Луцерну 27. септембра 1912. године, искована је у Прагу споменица од позлаћене бронзе.
На лицу је приказано попрсје владара испуњено одликовањима (ен фаце) с погледом улијево. Уоколо је натпис: НИКОЛА I  Б. М. КРАЉ ЦРНЕ ГОРЕ. Испод попрсја је сигнатура медаљера: ПИХЛЬ ПРАГА. На наличју је патријаршки(лоренски) крст, окружен двема ловоровим гранчицама и трњем те геслом: IN HOC SIGNO VINCES ("У овом ћеш знаку побиједити"). Занимљиво је напоменули да се на тој споменици први пут појављује гесло на латинском језику, писано латиницом, док је име медаљера написано ћирилицом. Прије је на црногорским одликовањима било обрнуто. Медаља је пречника 35 мм, а носила се на дугуљастој тробојној (црвено-плаво-бијелој) траци. Сличне медаље дале су исковати остале чланице Балканског савеза: Србија. Бугарска и Грчка. На лицима тих медаља појављују се портрели српског краља Петра I, бугарског краљаФердинанда I и грчког краља Ђорђа I, док су наличја медаља идентична.